# Tamerlane and Other Poems

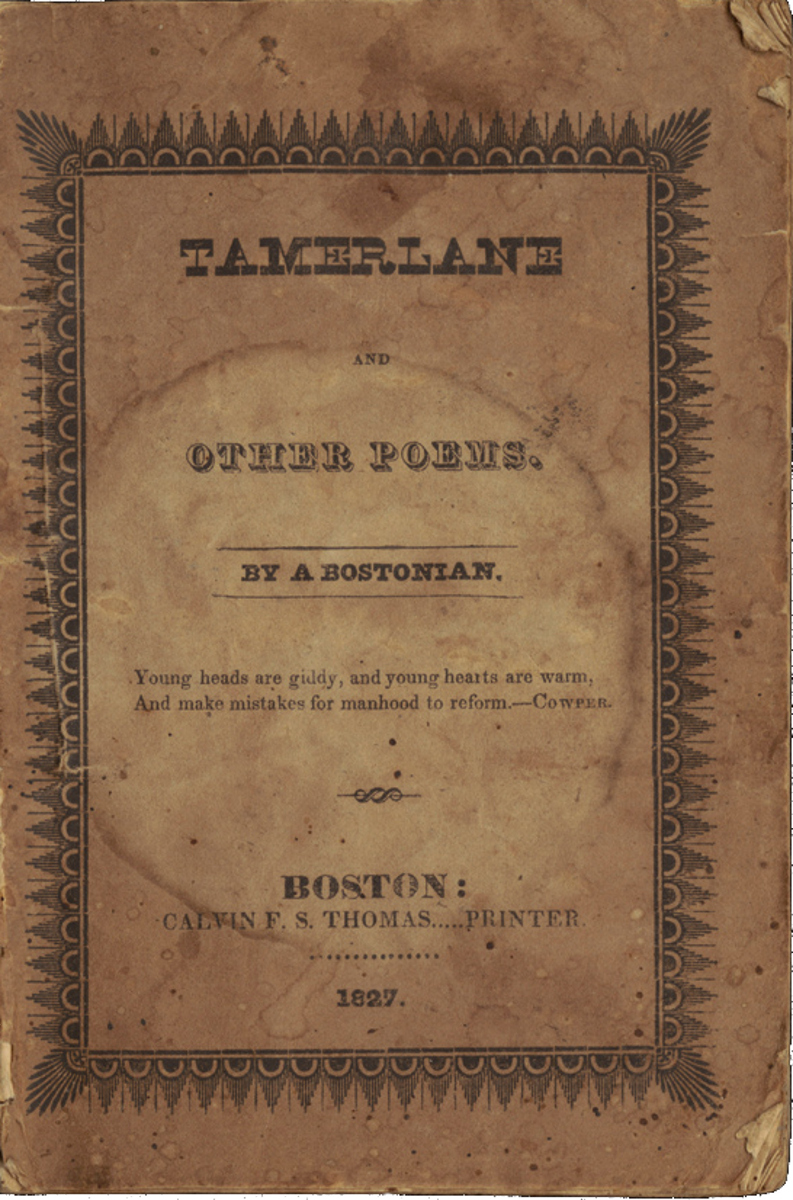
Titel der Erstausgabe von Tamerlane and Other Poems, 1827

Tamerlane and Other Poems ist das erste veröffentlichte Werk des US-amerikanischen Schriftstellers Edgar Allan Poe. Der nur 40 Seiten umfassende Gedichtband erschien 1827. Soweit bekannt, existieren heute nur noch zwölf Exemplare des Buchs.

## Hintergrund
Nach einem Zerwürfnis mit seinem Ziehvater John Allan ging Poe nach Boston, dem Ort seiner Geburt. Ein Grund dafür, dass seine Wahl auf Boston fiel, dürfte gewesen sein, dass ihm seine Mutter Eliza Poe ein von ihr gemaltes Aquarell der Stadt hinterlassen hatte, auf dessen Rückseite stand:

„Für meinen kleinen Sohn Edgar, damit er Boston stets lieb hat – den Ort seiner Geburt – und wo seine Mutter ihre besten und mitfühlendsten Freunde fand. (For my little son Edgar, who should ever love Boston, the place of his birth, and where his mother found her best and most sympathetic friends).“

## Veröffentlichungsgeschichte

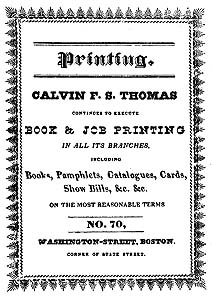
Rückseite der Erstausgabe mit Werbung für den Drucker Calvin F. S. Thomas

Im Frühling 1827 übergab Poe sein Manuskript einem erst 18 Jahre alten Drucker namens Calvin F.S. Thomas. Möglicherweise kam der Kontakt zustande, da Poes Eltern mit Thomas’ Eltern bekannt gewesen waren. Thomas druckte ansonsten nur Etiketten und Flugblätter; Tamerlane and Other Poems ist das einzige nachweislich von ihm herausgebrachte Buch. Der Band erschien im Format 17,15 zu 11,43 Zentimeter und kostete zwölfeinhalb Cent. Die Veröffentlichung bezahlte Poe. Als das Buch im Juni oder Juli 1827 erschien, war Poe 18 Jahre alt. Wie viele Exemplare gedruckt wurden, ist ungewiss. Viele Forscher gehen von 50 Exemplaren aus, während andere Zahlen zwischen 20 und 200 angeben.
Tamerlane and Other Poems erschien anonym mit dem Vermerk „Von einem Bostoner“ ("By a Bostonian"). Der Grund hierfür könnte entweder gewesen sein, dass Poe nicht wollte, dass sein Ziehvater seinen Aufenthaltsort herausfand, oder aber Poe wollte sich damit bewusst von Richmond distanzieren und sich gleichzeitig Erfolg auf dem wichtigen Bostoner Buchmarkt sichern.
Der Gedichtband fand so geringe Verbreitung, dass Rufus Wilmot Griswold ihn 1850 nicht ausfindig machen konnte und behauptete, das Buch sei nie erschienen. Ein erstes Exemplar wurde 1859 wieder aufgefunden, ein zweites 1874.

## Thematik

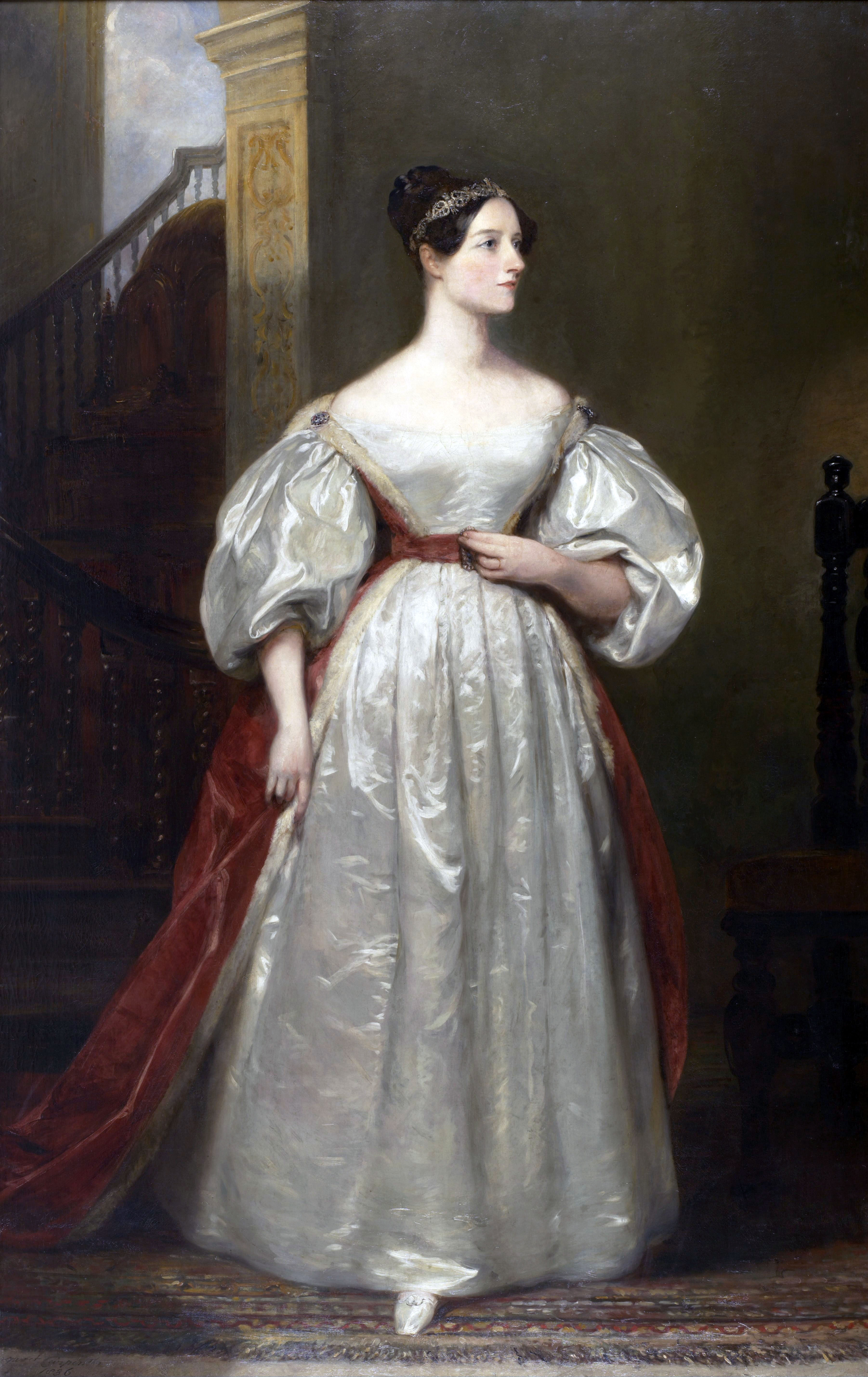
Viele Gedichte in Tamerlane and Other Poems wurde von Lord Byron beeinflusst. Eine Figur des Titelgedichts trägt nach Byrons Tochter Ada Lovelace den Namen Ada.

Die Gedichte des Bandes zeigen Einflüsse von Percy Bysshe Shelley, Samuel Taylor Coleridge und vor allem Lord Byron. Tamerlane, Titelfigur des bedeutendsten Gedichts, hat eine Tochter namens Ada, benannt wohl nach Byrons Tochter Ada Lovelace. Poe bewunderte Byrons Lyrik wie auch sein abenteuerliches Leben. Entsprechend machten nach Poes Verschwinden aus Richmond Gerüchte die Runde, er habe sich, wie sein Vorbild Byron, eingeschifft und sich Aufständischen in Griechenland angeschlossen (die Griechische Revolution war seinerzeit allerdings schon Geschichte).
Das Titelgedicht Tamerlane bezieht sich auf die historische Figur des mongolischen Eroberers Tamerlan. Dargestellt wird ein sterbender Herrscher, der bedauert, in seiner Jugend den Ehrgeiz über die Liebe gestellt zu haben. Autobiografische Elemente in dem Gedicht deuten darauf hin, dass Poe den Verlust seiner Jugendliebe Sarah Elmira Royster und/oder seiner Mutter verarbeitet. Zudem war Poe, ähnlich wie der Tamerlane des Gedichts, ungewisser Herkunft und trug einen „falschen“ Namen (nämlich Allan).
Für die anderen Gedichte des Bandes gilt, wie Poe selbst eingestand, dass sie:

„ein Wenig zu sehr nach Selbst-Bespiegelung schmecken, doch sind sie von Jemandem geschrieben, der damals noch allzu jung war, als daß er seine Welt-Kenntniß aus anderen Quellen hätte schöpfen können denn aus seinem eigenen Herzen.“

Eines der Gedichte, Imitation, arbeitet Poe später um zu A Dream Within a Dream, und Elemente von Evening Star finden sich wieder in Ulalume.

## Rezeption
Tamerlane and Other Poems stieß zur Zeit seiner Veröffentlichung auf keinerlei kritischen Widerhall, weder positiv noch negativ. Erwähnt wurde der Band allein in wenigen Listen von Neuerscheinungen.
Der Literaturwissenschaftler Joseph Wood Krutch nannte den Band in den 1920er Jahren „bis auf wenige Gedichte das Werk eines Anfängers“.
Soweit bekannt existieren nur noch zwölf Exemplare von Tamerlane and Other Poems, womit der Band eine der seltensten Erstausgaben der US-amerikanischen Literatur ist. Die meisten Exemplare befinden sich in den Sammlungen von Bibliotheken und Museen. Im Dezember 2009 wurde ein Original für 662.500 US-Dollar ersteigert.

## Inhaltsverzeichnis
Neben einem Vorwort enthält der Band zehn Gedichte in folgender Reihenfolge:
- "Tamerlane"
- "To — —" (bekannt unter dem Titel "Song")
- "Dreams"
- "Visits of the Dead" (bekannt unter dem Titel "Spirits of the Dead")
- "Evening Star"
- "Imitation"
- Gedicht ohne Titel (bekannt unter dem Titel "Stanzas")
- Gedicht ohne Titel (bekannt unter dem Titel "A Dream")
- Gedicht ohne Titel (bekannt unter dem Titel "The Happiest Day")
- "The Lake"